# Osoița, Sofia
Osoița (în bulgară Осоица) este un sat în comuna Gorna Malina, regiunea Sofia,  Bulgaria. 

## Demografie
Componența etnică a satului Osoița
     Bulgari (95,81%)
     Nicio identificare (4,18%)
     Altele (0%)
La recensământul din 2011, populația satului Osoița era de 239 locuitori. Din punct de vedere etnic, majoritatea locuitorilor (95,81%) erau bulgari. Pentru 4,18% din locuitori nu este cunoscută apartenența etnică.